# Palonen (sjö i Utajärvi, Norra Österbotten, Finland)
Palonen eller Palosenjärvi är en sjö i Finland. Den ligger i kommunen Utajärvi i landskapet Norra Österbotten, i den centrala delen av landet, 500 km norr om huvudstaden Helsingfors. Palonen ligger 109 meter över havet. Arean är 63,4 hektar och strandlinjen är 3,16 kilometer lång. Sjön  ingår i Kiminge älvs huvudavrinningsområde.   Den sträcker sig 2,8 kilometer i nord-sydlig riktning, och 0,9 kilometer i öst-västlig riktning.